# Kanaanski jezici
Kanaanski jezici (kanaanitski) podskupina južnih centralnosemitskih jezika koja obuhvaća hebrejski jezik (ivrit) [heb] i izumrle jezike starohebrejski [hbo], samarijanski hebrejski [smp], amonitski (qgg; privatni), edomitski [xdm], moabski [obm], fenički [phn], punski [xpu] i ugaritski [uga].
Hebrejskim danas govori preko 5.000.000 Židova, najvećim dijelom na području Izraela ali i po drugim državama.

## Vanjske poveznice
- Ethnologue (14th)
- Ethnologue (15th)
- Tree for Canaanite  Arhivirana inačica izvorne stranice od 7. travnja 2010. (Wayback Machine)